# San Roque de Riomiera
San Roque de Riomiera ist eine Gemeinde in der spanischen Autonomen Region Kantabrien. Sie grenzt im Norden an die Gemeinden Santa María de Cayón, Miera und Saro, im Osten an Ruesga und Soba, im Süden an die Provinz Burgos (Kastilien und León) und im Westen an Selaya, Villacarriedo und Vega de Pas.
Es befindet sich am Oberlauf des Flusses Miera und gehört daher nicht zum Flusstal des Pas. Trotzdem werden seine Bewohner aufgrund der Architektur, Landschaft und Bräuche gewöhnlich pasiegos genannt und tatsächlich gilt San Roque de Riomiera zusammen mit Vega de Pas und San Pedro del Romeral als eine der drei villas pasiegas.

## Orte
- La Concha
- Merilla
- La Pedrosa (Hauptort)

## Bevölkerungsentwicklung
| 1842 | 1900 | 1950 | 1981 | 1991 | 2001 | 2011 |
| ---- | ---- | ---- | ---- | ---- | ---- | ---- |
| 1355 | 928  | 1132 | 613  | 613  | 482  | 423  |